# 금지된 사랑 (모리야마 료코의 노래)
〈금지된 사랑〉(일본어: 禁じられた恋 킨지라레타코이[*])은 일본의 가수 모리야마 료코의 아홉 번째 싱글 앨범으로, 1969년 3월 25일 발매되었다. (7" Vinyl: FS-1076) B 사이드 곡은 〈진정으로 당신에게〉(心からあなたに 코코로카라아나타니[*])이며, 두 곡 모두 야마가미 미치오 (山上路夫)가 작사했고 미키 타카시 (三木たかし)가 작곡을 맡았다.
이 작품은 78.8만 장의 판매고를 올린, 모리야마의 대표곡 중 하나이다. (밀리언 셀러로서 인정 받은 기록은 없으나, 공식 페이지 등의 홍보물에는 이 곡을 밀리언 셀러라고 주장하고 있다.) 곡이 발표된 지 세 달 뒤인 7월 14일에 처음 오리콘 차트에서 1위에 올랐으며, 9월 1일까지 정상을 유지했다. 같은 해에 있었던 제20회 NHK 홍백가합전에 모리야마는 처음으로 출연했으며 이 곡을 선보였다.

## 수록곡
| #  | 제목                                       | 작사            | 작곡        | 재생 시간 |
| -- | ------------------------------------------ | --------------- | ----------- | --------- |
| 1. | 〈〈금지된 사랑〉〉 (禁じられた恋)         | 야마가미 미치오 | 미키 타카시 |           |
| 2. | 〈〈진정으로 당신에게〉〉 (心からあなたに) | 야마가미 미치오 | 미키 타카시 |           |